# Дитон
Дито́н (дав.-гр. δίτονον, лат. ditonus) — в піфагорійському строї музичний інтервал, що складається з двох цілих тонів (9 : 8). Один із способів отримання дитону: чотири квінти вгору, потім дві октави вниз.
Співвідношення частот:
{\displaystyle {\frac {\left({\frac {3}{2}}\right)^{4}}{2^{2}}}=\left({\frac {9}{8}}\right)^{2}={\frac {81}{64}}\approx 407{,}82\;\mathrm {Cent} }.
Співвідношення частот вказує, що гармонічний ряд звуків розміщує перший дитон доволі далеко від основного тону, а саме між 64-м та 81-м обертонами. Тому у гармонічному сенси цей інтервал має прогнозовано різке звучання, яке зазвичай робить неприємною його появу у вертикалях багатоголосся.
Дитон 81 : 64 інакше називається піфагорійською терцією.

## Історія
Був поширений у стародавніх греків у зв'язку з описами тетрахорд енармонічного роду. Вперше згадується в «гармоніці» Аристоксена, пізніше в трактатах Клеоніда, Псевдо-Плутарха і Гауденція, а також у Нікомаха. У латинській традиції найдавніші відомі згадки терміну належать Марціану (De nupt. IX.957), Боецію (Mus. I,21; IV,6) і Кассіодору (Institut. II,5.8). У всіх згаданих теоретиків явного обчислення дитону як інтервалу 81/64 немає.
У Марціана дитон згадується (у формі ditonon) як конститутивний інтервал тетрахорда енармонічного роду (як і у Боеція в Mus. I,21). В IV,6 «Музики» Боеція і у Кассіодора дитон згадується як інтервал між ступенями Повної системи. Обчислення дитону фіксуються регулярно починаючи з XIII століття (наприклад, у Йоанна де Гарланда), вперше (як сума двох цілих тонів) — у теоретика XII століття Тейнреда Дуврського. З розвитком вчення про контрапункт в епоху Відродження повністю витісняється терміном tertia major (велика терція).